# Munroe-Effekt
Der Munroe-Effekt (teils auch fälschlich Monroe-Effekt oder Misznay-Schardin-Effekt, der ein ähnliches Phänomen beschreibt, siehe unten) bezeichnet die partielle Fokussierung von Explosionsenergie, verursacht durch einen in den Sprengstoff eingeformten Hohlraum. Durch diese Fokussierung kann die Wirkung einer Sprengladung stark erhöht werden; sie wird etwa bei Waffen nach dem Hohlladungsprinzip ausgenutzt. Auch projektilbildende Ladungen basieren auf dem Munroe-Effekt. Benannt ist der Effekt nach Charles Edward Munroe (1849–1938), der ihn 1888 entdeckte.

## Funktionsweise

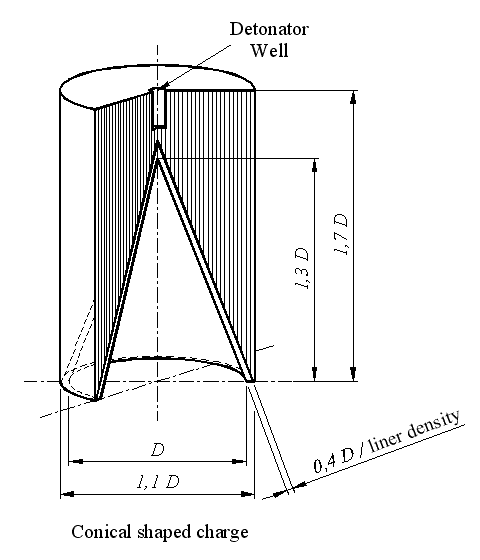
Zeichnung einer Hohlladung

Die Explosionsenergie wird normalerweise in alle Raumrichtungen freigesetzt. Durch Formung des Sprengstoffs wird ein Teil der Explosionsenergie nun aber in dem Hohlkörper beziehungsweise idealerweise in dessen Symmetrieachse konzentriert. In der Praxis ist diese Fokussierung am stärksten, wenn der Hohlraum die Form eines Konus besitzt (siehe Abbildung). In diesem Fall entsteht ein gerichtetes Hochgeschwindigkeits-Plasma, welches Stahl vergleichsweise leicht durchschneidet.
Auf eine Kapselung der Explosivladung wird bei Geschossen oder Flugkörpern meist verzichtet, womit ein großer Teil der Explosionsenergie nicht zur Bildung des Plasmastrahls beiträgt. Dieser Verlust wird aber hingenommen, da der zur Kompensation des Verlustes notwendige zusätzliche Sprengstoff weniger zusätzliche Masse besitzt als eine mögliche Kapselung.

### Technische Nutzung
Waffentechnisch ausgenutzt wird dieser Effekt, indem die Fläche des Konus zusätzlich mit einem Metall – dem sogenannten Liner – ausgekleidet wird. Dieses wird von der Explosion mit extrem hohem Druck auf der Symmetrieachse des Konus zentriert und dadurch kaltverformt, wodurch ein mehrere Kilometer pro Sekunde schneller Metallstachel entsteht, der beim Auftreffen auch dicke Panzerplatten durchdringt (siehe Hohlladung, Panzerfaust). Es gibt auch andere Anwendungsgebiete, etwa Schneidladungen für den Abbruch von Gebäuden.

## Entwicklung
Während seiner Arbeit bei der Naval Torpedo Station in Newport in den Vereinigten Staaten bemerkte Munroe 1888, dass bei einer Detonation eines Blockes Schießbaumwolle mit eingestempeltem Herstellernamen neben einer Metallplatte sich die Buchstaben in die Platte schnitten. Waren die Buchstaben als Relief über dem Rest der Schießbaumwolle erhaben, hoben sich die Buchstaben ebenfalls von der Oberfläche der Metallplatte ab. 1910 entdeckte der Deutsche Egon Neumann, dass sich TNT mit einer konischen Einbuchtung durch eine Metallplatte schneidet, die normalerweise durch dieselbe Menge des Sprengstoffs lediglich verbeult würde.
Militärisch eingesetzt wurde dieser Effekt erstmals im Zweiten Weltkrieg während der Schlacht von Fort Eben-Emael am 10. Mai 1940, als deutsche Fallschirmjäger und Luftlandepioniere die als uneinnehmbar geltende Festung im Handstreich einnahmen.

## Misznay-Schardin-Effekt
Im Zweiten Weltkrieg forschten der deutsche Ballistiker Hubert Schardin und der Ungar József Misznay an einer effektiveren Panzermine, wozu sie die Richtwirkung von plattenförmig angeordnetem Sprengstoff untersuchten. Die dabei erzielte Bündelung der Explosionsenergie ist geringer als beim Munroe-Effekt und wird als Misznay-Schardin-Effekt bezeichnet. Der deutsche Bankmanager Alfred Herrhausen wurde 1989 mit einer Bombe ermordet, die nach diesem Effekt (siehe projektilbildende Ladung) funktionierte.

## Heutige Bedeutung
In den aktuellen militärischen Anwendungen kann ein Munroe-Effekt-Hohlladungssprengkopf eine solide Stahlpanzerung entsprechend dem 1,5 bis 2,5-fachen Durchmesser des Sprengkopfes penetrieren. Die als Gegenmaßnahme zu Hohlladungswaffen entwickelte moderne Verbundpanzerung oder Reaktivpanzerung vermindert wiederum die Wirkung. Gegen diese wiederum wird eine Tandemhohlladung eingesetzt.
In der zivilen Nutzung werden Hohlladungskörper als Schneidladung verwendet, um etwa Stahlbalkenträger beim Abbruch von alten Hochhäusern oder Industrieruinen zu zerschneiden.